# Silvio Marzolini
Silvio Marzolini (ur. 4 października 1940 w Buenos Aires, zm. 17 lipca 2020 tamże) – piłkarz argentyński grający na pozycji lewego obrońcy, później trener piłkarski.
Urodzony w Buenos Aires Marzolini pierwsze kroki stawiał w 1955 roku w klubie Ferro Carril Oeste. Razem z nim w tym samym klubie zaczynał Antonio Roma. W skład pierwszego zespołu wszedł w 1958 roku, ale w pierwszej lidze zawodowej zadebiutował dopiero 31 maja 1959 roku w meczu przeciwko Boca Juniors. Rok później, razem z Antonio Romą, przeniósł się do Boca Juniors, z którym w 1962 roku zdobył swój pierwszy tytuł mistrza Argentyny.
Jako gracz klubu Boca Juniors był w kadrze reprezentacji podczas finałów mistrzostw świata w 1962 roku, gdzie Argentyna odpadła w fazie grupowej. Marzolini zagrał we wszystkich trzech meczach - z Bułgarią, Anglią i Węgrami.
Razem z Boca Juniors Marzolini dotarł do finału turnieju Copa Libertadores 1963, gdzie jego zespół przegrał w finale ze słynnym Santosem FC, w którym grał król futbolu Pelé. Po zdobyciu mistrzostwa Argentyny w 1964 roku dotarł do półfinału Copa Libertadores 1965, gdzie Boca Juniors przegrał z broniącym tytułu klubem CA Independiente. W tym samym roku było trzecie mistrzostwo kraju, przez co rok później Marzolini razem z Boca Juniors dotarł do fazy półfinałowej Copa Libertadores 1966.
Wziął udział w finałach mistrzostw świata w 1966 roku, gdzie Argentyna dotarła do ćwierćfinału. Marzolini zagrał we wszystkich czterech meczach - z Hiszpanią, Niemcami, Szwajcarią i Anglią. Podczas finałów nie przegrał ani jednego pojedynku z napastnikami rywali.
Wziął udział w turnieju Copa América 1967, gdzie Argentyna została wicemistrzem Ameryki Południowej. Marzolini zagrał we wszystkich pięciu meczach - z Paragwajem, Boliwią, Wenezuelą (zdobył bramkę), Chile i Urugwajem.
Mazrolini zagrał we wszystkich czterech meczach (z Peru i Boliwią) w nieudanych dla Argentyny eliminacjach do finałów mistrzostw świata w 1970 roku.
Po raz czwarty Mazrzolini został mistrzem Argentyny w 1969 roku - tym razem w turnieju Nacional. Razem z Boca Juniors dotarł do ćwierćfinału Copa Libertadores 1970 oraz w tym samym roku kolejny raz zwyciężył w turnieju Nacional. Piąte mistrzostwo Argentyny pozwoliło na start w Copa Libertadores 1971 - był to jednak w karierze Marzoliniego najsłabszy występ w Pucharze Wyzwolicieli, gdyż Boca Juniors odpadł już w fazie grupowej.
W 1972 roku Marzolini, po rozegraniu w barwach Boca 366 meczów, przeszedł do klubu Racing Club de Avellaneda, w którym zakończył karierę piłkarską. Wkrótce potem został trenerem. W latach 1975–1976 kierował drużyną CA All Boys. Później zajął się drużyną Boca Juniors, z którą w 1981 roku zdobył mistrzostwo Argentyny. W 1995 roku ponownie trenował drużynę Boca Juniors, a w latach 1998–2008 opiekował się zespołem CA Banfield.
Marzolini powszechnie uważany jest za jednego z najlepszych lewych obrońców w historii futbolu argentyńskiego, a wielu uważa, że był na tej pozycji najlepszy. As Boca Juniors wyróżniał się jednocześnie elegancją i szybkością. Wobec dryblerów przeciwnika, grających na jego stronie boiska, stosował prosty i skuteczny sposób - starał się dopaść piłki przed nimi, a gdy to się nie udało, nie reagował na różne zwody, lecz używał w ostatniej chwili wślizgu. Był niemal nie do przejścia. W reprezentacji Argentyny rozegrał łącznie 28 meczów.
Marzolini doznał udaru w 2019 roku i później zdiagnozowano u niej raka. Zmarł 17 lipca 2020 roku w wieku 79 lat.